# オリエント郡区 (アイオワ州アデア郡)
オリエント郡区（英語：Orient Township）は、アメリカ合衆国アイオワ州アデア郡にある17の郡区の一つである。2000年の国勢調査では人口591人。

## 地理
オリエント郡区の面積は91.3平方キロメートル（35.26平方マイル）で、Orientを擁する。アメリカ地質調査所によると、この郡区には墓地が1つある（Orient）。